# Söven

Die ehemalige Telegraphen-Station Söven

Söven ist ein Ortsteil der Stadt Hennef (Sieg) im nordrhein-westfälischen Rhein-Sieg-Kreis. Es liegt südlich des Stadtzentrums im Naturpark Bergisches Land. Westlich liegt Rott, südöstlich Westerhausen.

## Geschichte
Aus dem Jahr 948 ist bekannt, dass das heutige Dorf im Gebiet des Kirchspiels Geistingen lag. 1146 wird der Ort dann in einer Schenkungsurkunde als Suuene erwähnt, weitere Formen waren Suuena, Suryfene, Soeven, Suven, Soven und Soeuen. Söven ist seit 1555 nachgewiesen.
Im Mittelalter und der frühen Neuzeit gehörte der Großteil Sövens zu diversen Klöstern der Umgebung, so zum Zisterzienserinnen-Kloster in Zissendorf, der Siegburger Abtei und dem Kloster Heisterbach. Neben der alten ackerbaulichen Prägung des Dorfes gab es um die Wende vom 19. zum 20. Jahrhundert auch Quarzit-Steinbrüche in Söven.
Söven gehörte bis 1806 als Honschaft zum Kirchspiel Geistingen(-Hennef) im bergischen Amt Blankenberg. Nach Auflösung des Herzogtums Berg bildete Söven von 1808 bis 1813 eine der 31 Gemeinden bzw. Ortsbezirke im Kanton Hennef im Großherzogtum Berg und wurde von der Mairie Hennef (ab 1813 „Bürgermeisterei Hennef“) verwaltet. In preußischer Zeit (ab 1815) blieb Söven Teil der Bürgermeisterei Hennef und wurde dem Kreis Uckerath (1820 mit dem Kreis Siegburg vereinigt, dieser 1825 in „Siegkreis“ umbenannt) zugeordnet. Innerhalb der Bürgermeisterei Hennef gehörte Söven zur Gemeinde Geistingen, die 1934 mit Blankenberg zur Gemeinde Hennef zusammengeschlossen wurde.

## Sehenswürdigkeiten
Die Kapelle Zur Schmerzhaften Mutter stammt von etwa 1780 und wurde nach einem Brand 1895 wieder aufgebaut. Eine ehemalige Station des Preußischen optischen Telegraphen (Nachbarstationen: Forsthaus Telegraph und Sauerwiese) wurde von 1859 bis 1923 als Schule genutzt, heute ist sie ein Wohnhaus. Der älteste erhaltene Hof aus der „Klosterzeit“ ist der Felderhof, der seit 1803 in Staats- und heute in Privatbesitz ist.
Entlang der Blankenbacher Straße zwischen Söven und Blankenbach erstreckt sich eine 1,6 km lange Birnenallee. Die landschaftsprägende Allee ist bereits auf Luftbildern von 1934 zu sehen. Neben der Tafelbirne Köstliche aus Charneux stehen hier Rheinbirnen und Ölligsbirnen, zwei alte Regionalsorten. Einige der Bäume sind Schätzungen zufolge wahrscheinlich an die 200 Jahre alt. Laut der Erzählung eines sövener Anwohners musste im Zweiten Weltkrieg eine Mutter mit ihren Kindern hinter den Bäumen Schutz suchen, weil sie von amerikanischen Flugzeugen gezielt beschossen wurden. Von Baum zu Baum rennend kamen sie schließlich heil nach Hause. Im April 2013 wurde eine durch den Landschaftsverband Rheinland geförderte Sanierungsmaßnahme der Biologischen Station im Rhein-Sieg-Kreis e. V. und der Stadt Hennef fertiggestellt, bei der die sich im schlechten Pflegezustand befindlichen Bäume geschnitten, Strauchwerk entfernt und 55 Jungbäume gepflanzt wurden.

## Infrastruktur
In Söven gibt es ein Feuerwehrhaus, eine Grundschule und einen Sportplatz, Richtung Hennef liegt ein Golfplatz. Das Feuerwehrhaus brannte am 6. Juni 2022 komplett ab.
Der Schulbezirk der Kastanienschule genannten Grundschule mit etwa 180 Schülern umfasst die Ortsteile: Altglück, Blankenbach, Dahlhausen, Dambroich, Dürresbach, Hanf, Haus Ölgarten, Hermesmühle, Hofen, Hommerich, Kümpel, Kurenbach, Kurscheid, Lanzenbach, Liesberg, Rott, Scheurenmühle, Söven, Wellesberg, Westerhausen, Wiederschall, Wiersberg und Wippenhohn.

## Persönlichkeiten
- Klaus Graebert (* 1919 in Berlin), deutscher Berufsoffizier und ab 1979 Generalsekretär vom Bund der Vertriebenen, lebte in Hennef 1-Söven.[6]